# Tomohiko Ikoma
Tomohiko Ikoma (jap. 生駒 友彦, Ikoma Tomohiko; * 25. August 1932 in der Präfektur Hyōgo; † 27. April 2009) war ein japanischer Fußballspieler und -trainer.

## Nationalmannschaft
1955 debütierte Ikoma für die japanische Fußballnationalmannschaft. Ikoma bestritt fünf Länderspiele.

## Errungene Titel
- Kaiserpokal: 1953, 1955